# Facistol

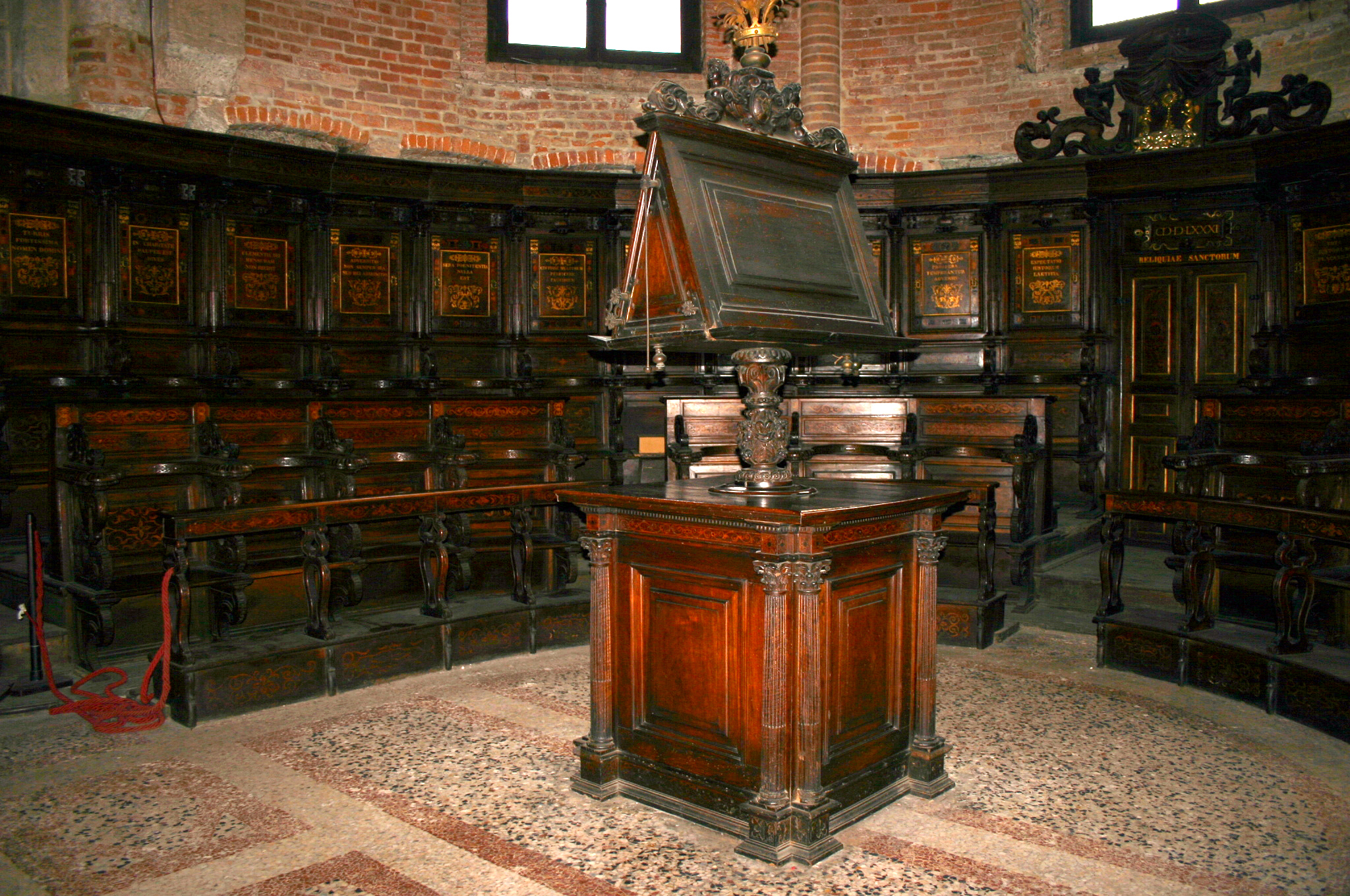
Facistol no coro da Basílica de Simpliciano em Milão.

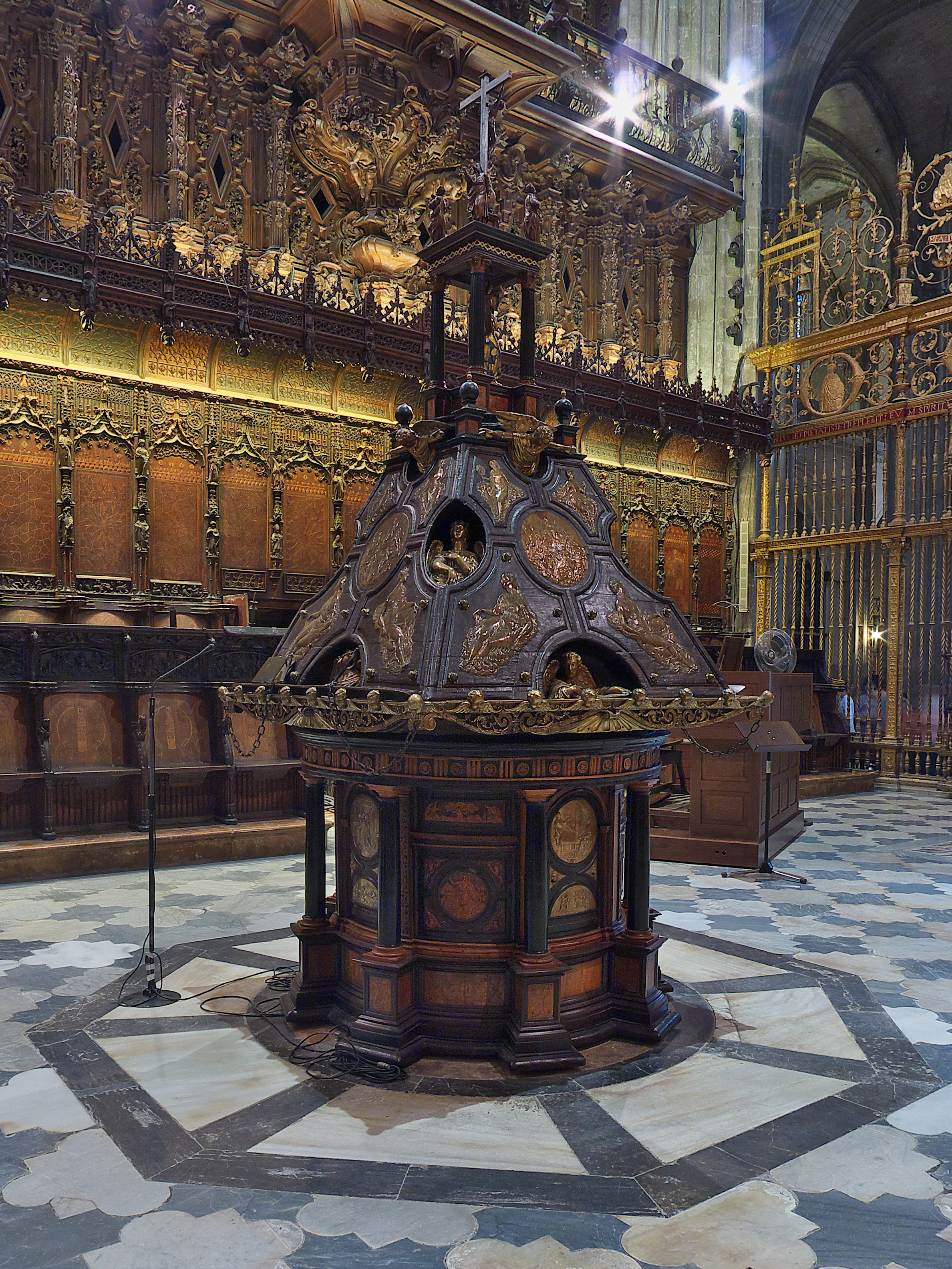
Catedral de Sevilha. Facistol do coro.

O facistol é um atril, ou estante, grande onde se põe livros para cantos litúrgicos nas igrejas.

## Características
O que serve para coro costuma ter quatro faces correspondendo ao livro de cada voz. Os facistóis mais antigos que se conhecem correspondem ao século XV. É comum serem ornamentados com águias sobre um mundo ou asas abertas nas quais se apoia o livro. Também pode-se encontrar com pés de leão.
No Renascimento, começaram a usar-se os atris dobráveis ou giratórios e também os facistóis quádruplos, para ter abertos quatro livros ao mesmo tempo em forma de pirâmide truncada, enfeitados com algum arremate religioso. 
Deixou de ser utilizado com a impressão de livros litúrgicos, de menor tamanho e com manuseio mais fácil, permitindo a leitura individual das partes da liturgia das horas e dos outros livros de música litúrgica, como o Graduale Romanum.
Na Cidade Rodrigo existe um facistol de madeira no centro do coro da Catedral cuja representação superior, também conhecida como tabernáculo ou calvário, é o Rei David.
Também encontra-se no Convento e Igreja de Santo Antônio (Igarassu) no estilo Barroco. É um quádruplo e giratório. Tem pés com entalhes de leões e no topo uma chama.